# قطعنامه ۲۱۱۳ شورای امنیت
قطعنامه ۲۱۱۳ شورای امنیت سازمان ملل متحد سندی بین‌المللی دربارهٔ گزارش‌های دبیرکل سازمان ملل دربارهٔ سودان است. این قطعنامه طی نشست شورای امنیت سازمان ملل متحد در تاریخ ۳۰ ژوئیه ۲۰۱۳ میلادی با ۱۵ رأی موافق، ۰ مخالف و ۰ ممتنع به تصویب رسید.